# PSMD10
PSMD10 (англ. Proteasome 26S subunit, non-ATPase 10) – білок, який кодується однойменним геном, розташованим у людей на X-хромосомі. Довжина поліпептидного ланцюга білка становить 226 амінокислот, а молекулярна маса — 24 428.
| 10         |  | 20         |  | 30         |  | 40         |  | 50         |
| ---------- |  | ---------- |  | ---------- |  | ---------- |  | ---------- |
| MEGCVSNLMV |  | CNLAYSGKLE |  | ELKESILADK |  | SLATRTDQDS |  | RTALHWACSA |
| GHTEIVEFLL |  | QLGVPVNDKD |  | DAGWSPLHIA |  | ASAGRDEIVK |  | ALLGKGAQVN |
| AVNQNGCTPL |  | HYAASKNRHE |  | IAVMLLEGGA |  | NPDAKDHYEA |  | TAMHRAAAKG |
| NLKMIHILLY |  | YKASTNIQDT |  | EGNTPLHLAC |  | DEERVEEAKL |  | LVSQGASIYI |
| ENKEEKTPLQ |  | VAKGGLGLIL |  | KRMVEG     |  |            |  |            |

A: Аланін

C: Цистеїн

D: Аспарагінова кислота

E: Глутамінова кислота

F: Фенілаланін

G: Гліцин

H: Гістидин

I: Ізолейцин

K: Лізин

L: Лейцин

M: Метіонін

N: Аспарагін

P: Пролін

Q: Глутамін

R: Аргінін

S: Серин

T: Треонін

V: Валін

W: Триптофан

Кодований геном білок за функцією належить до шаперонів. 
Задіяний у таких біологічних процесах, як апоптоз, альтернативний сплайсинг. 
Локалізований у цитоплазмі, ядрі.